# Antiprotón
El antiprotón (símbolo p) es la antipartícula del protón. Los antiprotones son estables pero por lo general de vida muy corta, ya que cualquier colisión con un protón hará que ambas partículas se aniquilen en un estallido de energía.
La existencia de una partícula igual al protón pero con carga eléctrica -1, fue predicha por Paul Dirac en su conferencia durante la entrega del Premio Nobel 1933.  Dirac recibió el Premio Nobel por la publicación, en 1928, de una ecuación que predijo la existencia de soluciones positivas y negativas de la ecuación de energía de Einstein ({\displaystyle E=mc^{2}}) y la existencia del positrón, el análogo de antimateria del electrón, con carga positiva y espín opuesto.
La existencia del antiprotón fue confirmada experimentalmente en 1955 por los físicos Emilio Segre y Owen Chamberlain de la Universidad de Berkeley, California, por lo que ambos fueron galardonados con el Premio Nobel de Física en 1959.
Un antiprotón se compone de dos antiquarks arriba y un antiquark abajo (u
u
d
). Las propiedades del antiprotón que se han medido coinciden todas con las propiedades correspondientes del protón, con la excepción de que el antiprotón tiene carga eléctrica y momento magnético opuestos. La cuestión de cómo la materia es diferente de la antimateria sigue siendo un problema abierto, con el fin de explicar cómo nuestro universo sobrevivió al Big Bang y por qué tan poca antimateria se observa en la actualidad.

## Presencia en la naturaleza
Los antiprotones se han detectado en los rayos cósmicos desde hace más de 25 años, primero por medio de experimentos a bordo de globos y más recientemente por los detectores instalados en satélites. La idea más aceptada para su presencia en los rayos cósmicos es que se producen en las colisiones entre los protones de los rayos cósmicos con núcleos en el medio interestelar, a través de la reacción, en donde A representa un núcleo:
p +  A → p + p + p + A
Los antiprotones secundarios (p) luego se propagan a través de la galaxia, confinados por los campos magnéticos galácticos. Su espectro de energía es modificado por las colisiones con otros átomos en el medio interestelar y también puede escaparse de la galaxia a cuentagotas o por «goteo». [cita requerida]
Actualmente, el espectro de energía de los antiprotones en los rayos cósmicos se mide de manera fiable y es consistente con la idea de producción antes mencionada. Establece límites superiores en el número de antiprotones que se pudieran producir en formas exóticas, como la de la aniquilación de partículas de supersimetría materia oscura en la galaxia o de la evaporación de los agujeros negros primordiales. Esto también proporciona un límite inferior para la vida del antiprotón en aproximadamente 1-10 millones de años. Dado que el tiempo de almacenamiento galáctico de antiprotones es de unos 10 millones de años, un decaimiento en la vida media intrínseca sería modificar el tiempo de residencia galáctica y distorsionaría el espectro de antiprotones en rayos cósmicos. Esto es significativamente mucho más estricto que las mejores mediciones obtenidas en el laboratorio:
- LEAR en el CERN: 0,08 años
- Trampa Penning de Antihidrógreno de Gabrielse: 0,28 años[4]
- APEX en el Fermilab: 50 000 años par p → μ−

 + cualquier partícula
- APEX en el Fermilab: 300 000 años para p → e−

 + γ

Las magnitudes de las propiedades del antiprotón son predichas por la simetría CPT para estar exactamente en relación con las del protón. En particular, la simetría CPT predice la masa y la vida media del antiprotón, postulando que deben ser las mismas que las del protón mientras que la carga eléctrica y el momento magnético deberían ser de signo opuesto e igual en magnitud. La simetría CPT es una consecuencia básica de la teoría cuántica de campos y ninguna violación a esta ha sido detectada jamás.

## Lista de los experimentos de detección de antiprotones en rayos cósmicos más recientes
- BESS: experimento con globos aerostáticos, lanzados en 1993, 1995, 1997, 2000, 2002, 2004 (Polar-I) y 2007 (Polar-II).
- CAPRICE: experimento con globos aerostáticos, lanzados en 1994[5] y 1998.
- HEAT: experimento con globo aerostático, lanzado en 2000.
- AMS: experimento en el espacio exterior, prototipo a bordo del transbordador en 1998, destinado a la Estación Espacial Internacional, lanzado en mayo de 2011.
- PAMELA: experimento montado en un satélite para detectar los rayos cósmicos y antimateria en el espacio, lanzado en junio de 2006. Recientemente reportaron que se detectaron 28 antiprotones en la Anomalía del Atlántico Sur.[6]

## Experimentos y aplicaciones modernas
Los antiprotones son rutinariamente producidos en el Fermilab para ser utilizados en pruebas con el colisionador Tevatron, donde se hacen colisionar con los protones. El uso de antiprotones permite obtener una energía promedio mayor en las colisiones entre quarks y antiquarks de lo que serían posibles en colisiones protón-protón. Esto se debe a que los quarks de valencia del protón, y los antiquarks de valencia del antiprotón, tienden a llevarse a la mayor fracción del momentum del protón o del antiprotón.
Su producción requiere la energía equivalente a una temperatura de 10 billones de K (1013 K) y esto no tiende a ocurrir naturalmente. Sin embargo, en el CERN, los protones son acelerados en el sincrotrón de Protones a una energía de 26 GeV, y luego son estrellados contra una barra de iridio.
Los protones rebotan en los núcleos de iridio con la energía suficiente para la creación de materia. Una gama de partículas y antipartículas se forman, y los antiprotones son separados mediante la utilización de imanes en el vacío.
En julio de 2011, el experimento ASACUSA en el CERN determinó que un antiprotón es de 1,836.1536736(23) veces más masivo que un electrón. Esta es la misma masa que la de un protón, dentro del nivel de certeza del experimento.
Se ha demostrado en experimentos de laboratorio que los antiprotones tienen el potencial para ser utilizados en el tratamiento de ciertos tipos de cáncer, en un método similar al utilizado actualmente para la terapia de iones (protones).